# Sant'Agata Bolognese
Sant'Agata Bolognese (en dialecte bolonyès: Sant'Èghete o Sant'Ègata) és un petit comune (municipi) de la Ciutat metropolitana de Bolonya (antiga província de Bolonya), a la regió d'Emilia-Romagna, al nord d'Itàlia. La seva població l'1 de gener de 2018 era de 7.344 habitants.
Al municipi hi ha la seu del fabricant d'automòbils esportius de luxe Automobili Lamborghini.
Es diu així per Santa Àgata de Catània.